# Лямблиоз
Лямблиоз (гиардиаз) — заболевание, вызываемое экскаватами — лямблиями, паразитирующими в тонкой кишке человека и некоторых животных. Нозология относит их к группе так называемых «забытых болезней».

## История
Впервые роль лямблий как возбудителя заболевания описал в 1859 г. врач Д. Ф. Лямбль.

## География
По данным ВОЗ, ежегодно лямблиями заражаются около 200 млн человек (страны Азии, Африки, Латинской Америки). Интенсивный показатель на 100000 населения: в России — 90,0 (среди всего населения) и 350,0 (среди детей до 14 лет); в США, штат Вермонт — 42,3, штат Нью-Йорк — 20,3 (1992—1997). Клинические проявления лямблиоза регистрируются почти у 500 млн больных в год во всём мире.

## Этиология
Лямблии существуют в двух формах: подвижной (вегетативной) и неподвижной (форма цисты). Подвижная форма лямблий имеет 4 пары жгутиков и присасывательный диск, с помощью которого она прикрепляется к слизистой оболочке тонкой кишки. 
Обитает в организме человека в двенадцатиперстной кишке (тонкий кишечник). 

## Эпидемиология, клиника и патогенез
Заражение происходит при употреблении загрязнённых цистами продуктов питания (особенно не подвергающихся термической обработке — фрукты, овощи, ягоды) и воды, а также через загрязнённые цистами ру́ки и предметы обихода. Попав в  желудочно-кишечный тракт здорового человека, лямблии размножаются в тонкой кишке, иногда в больших количествах, и вызывают раздражение слизистой оболочки. Проникая из тонкой кишки в толстую (где условия для них неблагоприятны), лямблии теряют свою подвижность и превращаются в цисты. Цисты выделяются из организма больного лямблиозом с испражнениями. Цисты хорошо сохраняются в окружающей среде: в почве способны выживать до 3 недель, а в воде — до 5 недель.
Чаще болеют лямблиозом дети (особенно часто от 1 года до 4 лет). Иногда болезнь протекает без выраженных проявлений и обнаруживается, как правило, после какого-либо другого перенесённого заболевания. Отмечается замедление нарастания веса ребёнка.

## Симптомы
- Боли в верхней части живота или в области пупка;
- вздутие живота, урчание, тошнота;
- запоры, сменяющиеся поносами (испражнения жёлтые, с незначительной примесью слизи);
- дискинезии желчных путей;
- атопический дерматит;
- общая слабость, утомляемость, раздражительность, снижение аппетита, головная боль, головокружение, плохой сон.

## Диагностика
Самым доступным методом лабораторной диагностики лямблиоза является копрологическое исследование. Однако следует отметить, что цисты лямблий в кале можно обнаружить не всегда. Кроме этого желательно провести исследование дуоденального содержимого. А также проводится серологическая диагностика лямблиоза, когда специфические антитела обнаруживаются в крови через 12-14 дней после заражения.

## Профилактика и лечение
Начинать лечение хронического лямблиоза с применением противопаразитарных препаратов нецелесообразно, так как это может привести к возникновению токсико-аллергических осложнений и обострению клинических симптомов заболевания. Поэтому лечение в таких случаях следует проводить в три этапа:
Первый этап — ликвидация токсикоза, улучшение ферментативной активности кишечника, коррекция иммунологического статуса. В зависимости от степени выраженности симптомов заболевания 1 этап проводится на протяжении 1-2 недель и включает: диету, которая направлена на создание условий, ухудшающих размножение лямблий (каши, сухофрукты, овощи, растительное масло); ограничение употребления углеводов; приём желчегонных препаратов; назначение энтеросорбентов; ферментотерапия (по результатам копрограммы); антигистаминные препараты.
Второй этап — противопаразитарная терапия препаратами, воздействующими на простейших: трихопол (метронидазол), фуразолидон, тиберал (орнидазол), макмирор, албендазол. Приём антигистаминных препаратов и энтеросорбентов продолжается в течение всей противолямблиозной терапии.
Третий этап — повышение защитных сил организма и создание условий, которые препятствуют размножению лямблий в кишечнике и желчном пузыре. Для этого назначается диета, которая улучшает перистальтику кишечника (крупяные каши, овощные и фруктовые пюре, печёные яблоки, свежие фрукты и овощи, кисломолочные продукты). Для коррекции иммунного ответа назначаются растительные адаптогены, поливитаминные комплексы. Для ликвидации дисбиоза кишечника, ферментопатии назначают пробиотики, пребиотики, ферментные препараты. Третий этап занимает в среднем 2-3 недели.

### Медикаментозное лечение
При острых формах лямблиоза можно использовать одноэтапную схему лечения курсом противопаразитарной терапии.
Препаратом выбора является метронидазол курсом лечения 5—7 дней. Взрослым назначают по 250 мг, детям — 15 мг/кг/сут. в 3 приёма каждые 8 часов (не разжёвывая, во время или после еды, или запивая молоком). Другой режим приёма у взрослых: 2,0 г в один приём в течение 3 дней или по 0,5 г/сут. в течение 10дней. По данным клинико-фармакологической статьи при лечении лямблиоза рекомендуются специфические дозировки: для взрослых — по 500 мг 2 раза в сутки в течение 5—7 дней, для детей 3—5 лет по 250 мг/сут., 5—8 лет по 375 мг/сут., старше 8 лет — по 500 мг/сут. в 2 приёма, курсом лечения 5 дней. Следует учитывать, что на данный момент применение метронидазола и других производных нитроимидазола, а также фуразолидона теряет свою актуальность в связи с появлением большого количества устойчивых к ним штаммов паразитов.
Альтернативные препараты:
- Тинидазол, принимается однократно: взрослые — 2,0 г[6], дети — 50—75 мг/кг (не более 2 г) во время или сразу после еды. При неэффективности (присутствие лямблий в содержимом 12-перстной кишки или в фекалиях через 7—10 дней после окончания терапии), лечение повторяют в той же дозе. Рекомендуется лечение одновременно всех членов семьи.[9] Отличия от метронидазола: более длительный период полувыведения (около 12 часов), выпускается в лекарственных формах только для внутреннего применения.
- Фуразолидон, курс лечения 7—10 дней: взрослые — по 0,1 г 4 раза в сутки, дети — 6—10 мг/кг/сут. в 4 приёма после еды. Высшая разовая доза для взрослых — 200 мг, суточная — 800 мг.[10]
- Мепакрин (хинакрин), лечение проводят циклами: первый цикл — 5 дней, второй — 3 дня, третий — 3 дня с промежутком между ними по 7 дней. Режим дозирования: взрослые — по 0,1 г 3 раза в сутки (каждые 8 часов, за 30 минут до еды), дети — 6 мг/кг/сут. (не более 300 мг/сут.) в 3 приёма.[11] Используется как альтернатива группе производных нитроимидазола (метронидазол, тинидазол и др.). Эффективность у взрослых достигает 90 %, у детей несколько ниже.
- Альбендазол, 5-дневный курс лечения по 0,4 г один раз в сутки.[5] Доза у детей составляет 15 мг/кг/сут. в течение 5–7 дней. Албендазол является перспективным препаратом в отношении лямблиоза, в исследованиях in vitro показано, что он в 30—50 раз активнее метронидазола и тинидазола по этому показателю. Данный препарат также эффективен при лечении резистентных к метронидазолу штаммов лямблий.[8]

### Профилактика
Для уменьшения токсического действия продуктов распада лямблий под влиянием этиотропного лечения у детей старше 5 лет рекомендуется использовать 1—2 раза в неделю тюбажи по Демьянову с минеральной водой, 25—30 % раствором сульфата магния, сорбитом, ксилитом. Это мероприятие препятствует всасыванию токсических продуктов и ослабляет проявления реакции Яриша — Герксгеймера. Одновременно со специфическим лечением больному назначается обильное питьё и диета. При выявлении синдрома мальдигестии и мальабсорбции назначается ферментотерапия, при выявлении дисбактериоза кишечника проводится соответствующая коррекция.
Больным лямблиозом, помимо лечения, которое назначает врач, необходимо соблюдать диету, включающую варёное мясо, кефир, творог, капусту, морковь, бруснику, клюкву; следует ограничить употребление сладких и мучных блюд.
Профилактика заключается в своевременном выявлении больных лямблиозом и их лечении. Проводится обследование на носительство лямблий детей, страдающих неустойчивым стулом.
Необходимо защищать продукты питания от загрязнения, вести борьбу с мухами. Запрещается использовать воду из открытых водоёмов без предварительного кипячения, употреблять немытые овощи и фрукты. Важно соблюдать правила личной гигиены.